# Alcor (silnik rakietowy)
Alcor – silnik rakietowy amerykańskiej firmy Aerojet. Alcor został zaprojektowany dla US Air Force jako 3. człon rakiet atmosferycznych Athena. W niektórych zastosowaniach nazywany był Zebra. Oznaczeniem producenta było 30KS-8000. Pierwsze silniki tego typu były produkowane z użyciem poliuretanu jako paliwa. Później, firma Aerojest zmieniła je na polibutadien. Silniki z tym paliwem oznaczano Alcor 1A. W tym wariancie zmieniono także dysze, uszczelnienie komory spalania i współczynnik rozszerzalności gazów wylotowych. Alcor 1A został dopuszczony do użytku po serii sześciu testów, podczas których dokonano statycznego odpalenia silnika. Wyprodukowano 57 silników, z czego 24 przetestowano w locie ze 100% skutecznością.
Kolejnych ulepszeń dokonano w 1965 r. Alcor 1B otrzymał tytanowe komory spalania.